# Tatjana Jefimenko
Tatjana Alexandrowna Jefimenko (kirgisisch Татьяна Александровна Ефименко engl. Transkription Tatyana Aleksandrovna Efimenko; * 2. Januar 1981 in Frunse, Kirgisische SSR, UdSSR) ist eine ehemalige kirgisische Leichtathletin, die sich auf den Hochsprung spezialisiert hat. Sie ist Inhaberin der Landesrekorde im Freien sowie in der Halle und zählt mit vier Titeln bei Asienmeisterschaften sowie einer Goldmedaille bei den Asienspielen zu den erfolgreichsten kirgisischen Leichtathletinnen.

## Sportliche Laufbahn
Erste internationale Erfahrungen sammelte Tatjana Jefimenko im Jahr 1997, als sie bei den Juniorenasienmeisterschaften in Bangkok mit einer Höhe von 1,77 m die Goldmedaille gewann. Im Jahr darauf gewann sie bei den Juniorenweltmeisterschaften in Annecy mit übersprungenen 1,84 m die Bronzemedaille und nahm anschließen erstmals an den Asienspielen in Bangkok teil und belegte dort mit 1,84 m den vierten Platz im Hochsprung und erreichte im Dreisprung mit 12,01 m Rang 15. 1999 wurde sie kirgisische Meisterin, schied aber bei der Sommer-Universiade in Palma mit 1,80 m in der Qualifikationsrunde aus und auch bei den Weltmeisterschaften im Anschluss in Sevilla reichten 1,80 m nicht für den Finaleinzug. Anschließend verteidigte sie bei den Juniorenasienmeisterschaften in Singapur mit 1,88 m ihren Titel. Im Jahr darauf gewann sie bei den Asienmeisterschaften in Jakarta mit 1,80 m die Bronzemedaille hinter der Inderin Bobby Aloysius und Marina Aitowa aus Kasachstan. Zudem nahm sie an den Olympischen Sommerspielen in Sydney teil, scheiterte dort aber ohne eine übersprungene Höhe in der Vorrunde.
2002 siegte sie mit übersprungenen 1,92 m bei den Asienmeisterschaften in Colombo und sicherte sich anschließend auch bei den Asienspielen im südkoreanischen Busan mit 1,90 m die Goldmedaille. Kurz zuvor wurde sie beim IAAF World Cup in Madrid mit 1,91 m Fünfte. Im Jahr darauf schied sie bei den Hallenweltmeisterschaften in Birmingham mit 1,90 m in der Qualifikationsrunde aus und 2004 startete sie erneut bei den Olympischen Spielen in Athen, verpasste dort aber mit 1,89 m den Finaleinzug. 2005 brachte sie bei den Weltmeisterschaften in Helsinki in der Vorrunde keinen gültigen Versuch zustande, gewann anschließend aber bei den Asienmeisterschaften in Incheon mit 1,92 m erneut die Goldmedaille. Im Jahr darauf gewann sie bei den Hallenasienmeisterschaften in Pattaya mit 1,91 m die Silbermedaille hinter Marina Aitowa aus Kasachstan und anschließend verpasste sie bei den Hallenweltmeisterschaften in Moskau mit 1,86 m den Finaleinzug. Im Dezember nahm sie erneut an den Asienspielen in Doha teil und sicherte sich dort mit einer Höhe von 1,91 m die Silbermedaille hinter Aitowa.
2007 verteidigte sie bei den Asienmeisterschaften in Amman mit übersprungenen 1,94 m ihren Titel und im Jahr darauf siegte sie dann mit 1,91 m auch bei den Hallenasienmeisterschaften in Doha, ehe sie bei den Hallenweltmeisterschaften in Valencia mit 1,81 m in der Qualifikationsrunde ausschied. Im August nahm sie zum dritten Mal an den Olympischen Spielen in Peking teil, brachte dort aber in der Vorrunde erneut keine Höhe zustande. 2009 klassierte sie sich bei den Asienmeisterschaften in Guangzhou mit 1,87 m auf dem vierten Platz und im Jahr darauf wurde sie bei ihren vierten Asienspielen ebendort mit übersprungenen 1,87 m Fünfte. Daraufhin beendete sie ihre aktive sportliche Karriere im Alter von 29 Jahren.

## Persönliche Bestleistungen
- Hochsprung: 1,97 m, 11. Juli 2003 in Rom (kirgisischer Rekord)
  - Hochsprung (Halle): 1,95 m, 2. Februar 2006 in Stockholm (kirgisischer Rekord)